# Slovenija na Svetovnem prvenstvu v hokeju na ledu 2002
Slovenija na Svetovnem prvenstvu v hokeju na ledu 2002 je bila na začetku prvenstva razporejena v skupino C elitne divizije. Po predtekmovanju, kjer je ostala brez osvojene točke, je Slovenija igrala v skupini za obstanek, kjer si je s tremi zmagami zagotovila obstanek v elitni diviziji za Svetovno prvenstvo 2003.

## Postava
- Selektor: Matjaž Sekelj
- Pomočniki selektorja: Darko Prusnik, Ladislav Švejda, Andrej Vidmar

| Pol. | Št. | Igralec           | Starost (rojstni dan)       | Klub               |
| ---- | --- | ----------------- | --------------------------- | ------------------ |
| GK   | 20  | Stanley Reddick   | 32 let (12. junij 1969)     | HDD Olimpija       |
| GK   | 28  | Robert Kristan    | 19 let (4. april 1983)      | HK Acroni Jesenice |
| GK   | 30  | Gaber Glavič      | 24 let (11. marec 1978)     | HK Acroni Jesenice |
| D    | 2   | Bojan Zajc        | 36 let (7. november 1965)   | HDD Olimpija       |
| D    | 3   | Robert Ciglenečki | 27 let (14. julij 1974)     | HDD Olimpija       |
| D    | 4   | Andrej Brodnik    | 31 let (4. maj 1970)        | HDD Olimpija       |
| D    | 21  | Valerij Šahraj    | 36 let (20. maj 1965)       | HDD Olimpija       |
| D    | 23  | Igor Beribak      | 36 let (18. maj 1965)       | HDD Olimpija       |
| D    | 25  | Elvis Bešlagič    | 28 let (4. julij 1973)      | HK Acroni Jesenice |
| D    | 27  | Miha Rebolj       | 24 let (22. avgust 1977)    | HK Acroni Jesenice |
| F    | 7   | Jaka Avgustinčič  | 25 let (27. november 1976)  | HK Slavija         |
| F    | 8   | Edo Terglav       | 22 let (24. januar 1980)    | HDD Olimpija       |
| F    | 9   | Tomaž Razingar    | 23 let (25. april 1979)     | HK Acroni Jesenice |
| F    | 12  | Luka Žagar        | 23 let (25. junij 1978)     | HDD Olimpija       |
| F    | 14  | Dejan Kontrec     | 32 let (23. januar 1970)    | HDD Olimpija       |
| F    | 17  | Nik Zupančič      | 33 let (3. oktober 1968)    | HK Acroni Jesenice |
| F    | 18  | Gregor Polončič   | 17 let (5. februar 1985)    | HDD Olimpija       |
| F    | 19  | Gregor Krajnc     | 26 let (27. januar 1976)    | Pee Dee Pride      |
| F    | 22  | Marcel Rodman     | 20 let (25. september 1981) | HK Acroni Jesenice |
| F    | 24  | Tomaž Vnuk        | 32 let (11. april 1970)     | HDD Olimpija       |
| F    | 26  | Toni Tišlar       | 34 let (9. maj 1967)        | HK Acroni Jesenice |
| F    | 33  | Ivo Jan           | 27 let (3. april 1975)      | HDD Olimpija       |
| F    | 34  | Peter Rožič       | 28 let (17. februar 1974)   | HDD Olimpija       |

## Tekme

### Predtekmovanje
| 26. april 2002 | Rusija | 8–1 | Slovenija | Scandinavium, Göteborg |

| Poročilo tekme | Poročilo tekme                                                                               | Poročilo tekme  | Poročilo tekme | Poročilo tekme |
| -------------- | -------------------------------------------------------------------------------------------- | --------------- | -------------- | -------------- |
| Začetek: 16:00 | Bucajev 15 Tkačenko 16 Tkačenko 19 Bikov 22 Tkačenko 28 Afinogenov 47 Koznjev 47 Gusmanov 56 | (3:0, 2:1, 3:0) | 33 Rodman      | Gledalci: 7873 |

| 28. april 2002 | Švedska | 8–2 | Slovenija | Scandinavium, Göteborg |

| Poročilo tekme | Poročilo tekme                                                                            | Poročilo tekme  | Poročilo tekme      | Poročilo tekme |
| -------------- | ----------------------------------------------------------------------------------------- | --------------- | ------------------- | -------------- |
| Začetek: 19:00 | Hedin 13 Huselius 21 Dahlen 21 Tjärnqvist 28 Dahlen 31 Johansson 41 Rhodin 49 Huselius 57 | (1:1, 4:0, 3:1) | 02 Rodman 48 Tišlar | Gledalci: 8356 |

| 30. april 2002 | Slovenija | 3–5 | Avstrija | Scandinavium, Göteborg |

| Poročilo tekme | Poročilo tekme                 | Poročilo tekme  | Poročilo tekme                                        | Poročilo tekme |
| -------------- | ------------------------------ | --------------- | ----------------------------------------------------- | -------------- |
| Začetek: 16:00 | Razingar 06 Rožič 17 Rodman 37 | (2:1, 1:0, 0:4) | 05 Lukas 50 Unterluggauer 56 Brandner 57 Kalt 60 Kalt | Gledalci: 1913 |

### Boj za obstanek
| 2. maj 2002 | Slovenija | 4–3 | Japonska | Kinnarps Arena, Jönköping |

| Poročilo tekme | Poročilo tekme                            | Poročilo tekme   | Poročilo tekme                | Poročilo tekme |
| -------------- | ----------------------------------------- | ---------------- | ----------------------------- | -------------- |
| Začetek: 12:00 | Šahraj 03 Rodman 17 Kontrec 20 Brodnik 22 | (3:0, 1:3, 0:0 ) | 28 Suzuki 29 Fudžita 39 Nihej | Gledalci: 5098 |

| 3. maj 2002 | Poljska | 2–4 | Slovenija | Kinnarps Arena, Jönköping |

| Poročilo tekme | Poročilo tekme         | Poročilo tekme  | Poročilo tekme                              | Poročilo tekme |
| -------------- | ---------------------- | --------------- | ------------------------------------------- | -------------- |
| Začetek: 16:00 | Gonera 42 Parzyszek 60 | (0:0, 0:1, 2:3) | 34 Polončič 49 Rodman 50 Kontrec 52 Kontrec | Gledalci: 1964 |

| 5. maj 2002 | Italija | 0–4 | Slovenija | Kinnarps Arena, Jönköping |

| Poročilo tekme | Poročilo tekme | Poročilo tekme   | Poročilo tekme                                | Poročilo tekme |
| -------------- | -------------- | ---------------- | --------------------------------------------- | -------------- |
| Začetek: 11:00 |                | (0:2, 0:2, 0:0 ) | 11 Zupančič 16 Razingar 25 Rodman 39 Razingar | Gledalci: 2764 |

## Statistika hokejistov

### Vratarji
| #  | Vratar          | OT | OTI | OMIN | PG | PGT  | OUS   | KM |
| -- | --------------- | -- | --- | ---- | -- | ---- | ----- | -- |
| 20 | Stanley Reddick | 4  | 2   | 119  | 13 | 6,50 | 87,00 | 2  |
| 28 | Robert Kristan  | 2  | 0   | 0    | 0  | -    | -     | 0  |
| 30 | Gaber Glavič    | 6  | 4   | 140  | 13 | 3,25 | 90,51 | 2  |

### Drsalci
| #  | Hokejist          | OT | DG | DP | TOČ | KM | +/- | ZG | GIV | GIM | SNG |
| -- | ----------------- | -- | -- | -- | --- | -- | --- | -- | --- | --- | --- |
| 2  | Bojan Zajc        | 6  | 0  | 0  | 0   | 8  | -3  | 0  | 0   | 0   | 3   |
| 3  | Robert Ciglenečki | 6  | 0  | 1  | 1   | 10 | +3  | 0  | 0   | 0   | 11  |
| 4  | Andrej Brodnik    | 6  | 1  | 1  | 2   | 6  | -7  | 1  | 1   | 0   | 7   |
| 7  | Jaka Avgustinčič  | 6  | 0  | 0  | 0   | 0  | -2  | 0  | 0   | 0   | 2   |
| 8  | Edo Terglav       | 6  | 0  | 0  | 0   | 27 | 0   | 0  | 0   | 0   | 7   |
| 9  | Tomaž Razingar    | 6  | 3  | 3  | 6   | 6  | -1  | 0  | 2   | 0   | 19  |
| 12 | Luka Žagar        | 6  | 0  | 0  | 0   | 0  | -2  | 0  | 0   | 0   | 4   |
| 14 | Dejan Kontrec     | 6  | 3  | 3  | 6   | 0  | -2  | 1  | 0   | 0   | 7   |
| 17 | Nik Zupančič      | 6  | 1  | 3  | 4   | 0  | -4  | 1  | 0   | 0   | 13  |
| 18 | Gregor Polončič   | 6  | 1  | 0  | 1   | 4  | -3  | 0  | 0   | 0   | 5   |
| 19 | Gregor Krajnc     | 6  | 0  | 0  | 0   | 4  | -1  | 0  | 0   | 0   | 4   |
| 21 | Valerij Šahraj    | 5  | 1  | 1  | 2   | 2  | -2  | 0  | 1   | 0   | 4   |
| 22 | Marcel Rodman     | 6  | 6  | 1  | 7   | 2  | -1  | 0  | 5   | 0   | 15  |
| 23 | Igor Beribak      | 6  | 0  | 1  | 1   | 6  | +2  | 0  | 0   | 0   | 5   |
| 24 | Tomaž Vnuk        | 6  | 0  | 7  | 7   | 0  | 0   | 0  | 0   | 0   | 16  |
| 25 | Elvis Bešlagič    | 6  | 0  | 1  | 1   | 6  | -4  | 0  | 0   | 0   | 8   |
| 26 | Toni Tišlar       | 6  | 1  | 0  | 1   | 0  | -2  | 0  | 0   | 0   | 2   |
| 27 | Miha Rebolj       | 5  | 0  | 0  | 0   | 2  | -5  | 0  | 0   | 0   | 3   |
| 33 | Ivo Jan           | 5  | 0  | 3  | 3   | 2  | 0   | 0  | 0   | 0   | 5   |
| 34 | Peter Rožič       | 6  | 1  | 0  | 1   | 0  | 0   | 0  | 0   | 0   | 5   |